# Osburga
Osburga (810 – 855) fu la prima moglie di Ethelwulf, re del Wessex.
Suo padre era Oslac dell'isola di Wight, Gran maggiordomo d'Inghilterra. Fu madre di sovrani: Etelbaldo del Wessex, Etelberto del Wessex, Etelredo del Wessex e Alfredo il Grande.

## Nella cultura popolare
Osburga compare nella visione d'Alfredo nel libro I della Ballata del Cavallo Bianco di Gilbert Keith Chesterton.

## Fonti
- Polidoro Virgili, Anglica Historia (versione del 1555; versione online qui)